# Scott Brown (politico)
Scott Philip Brown (Kittery, 12 settembre 1959) è un politico e avvocato statunitense, ambasciatore degli Stati Uniti d'America in Nuova Zelanda dal 2017 al 2020 nella prima amministrazione Trump ed in precedenza senatore per lo stato del Massachusetts dal 2010 al 2013. Membro del Partito Repubblicano, ad oggi Brown è l'ultimo esponente del GOP a servire nella delegazione congressuale per il Massachusetts.

## Biografia
Nato nel Maine, Brown crebbe nel Massachusetts dopo il divorzio dei genitori. Nel 1985 si laureò in legge e intraprese la professione di avvocato.
Nel 1982, all'età di 23 anni, vinse il concorso "L'uomo più sexy d'America" indetto dalla rivista Cosmopolitan, che gli fece ottenere un servizio fotografico sulla stessa rivista, in cui Brown appariva nudo. Il servizio gli valse una breve carriera da modello negli anni ottanta.
Il 19 gennaio 2010 ha battuto la sfidante democratica Martha Coakley alle elezioni per aggiudicarsi il seggio del Senato lasciato vacante da Ted Kennedy. Brown, inizialmente dato pesantemente sfavorito dai sondaggi, ha ottenuto il 52% delle preferenze, diventando in questo modo il primo repubblicano a conquistare uno dei due seggi del Massachusetts dal 1972.
Nel 2012 Brown chiese la rielezione, ma la sua avversaria democratica fu Elizabeth Warren, accademica ed economista che aveva collaborato con l'amministrazione Obama. La Warren sconfisse Brown con un margine di scarto pari a circa sei punti percentuali e così Brown dovette abbandonare il Congresso.
Nel 2017 il Presidente Trump lo nominò ambasciatore statunitense in Nuova Zelanda.
Politicamente Brown si configura come conservatore, nonostante supporti le unioni civili e abbia votato contro l'Atto di difesa del matrimonio. Scott Brown è contrario all'aborto parziale, ma è favorevole al consenso genitoriale nel caso in cui sia una minorenne a voler abortire. Inoltre è favorevole alla pena di morte.